# Sokownik

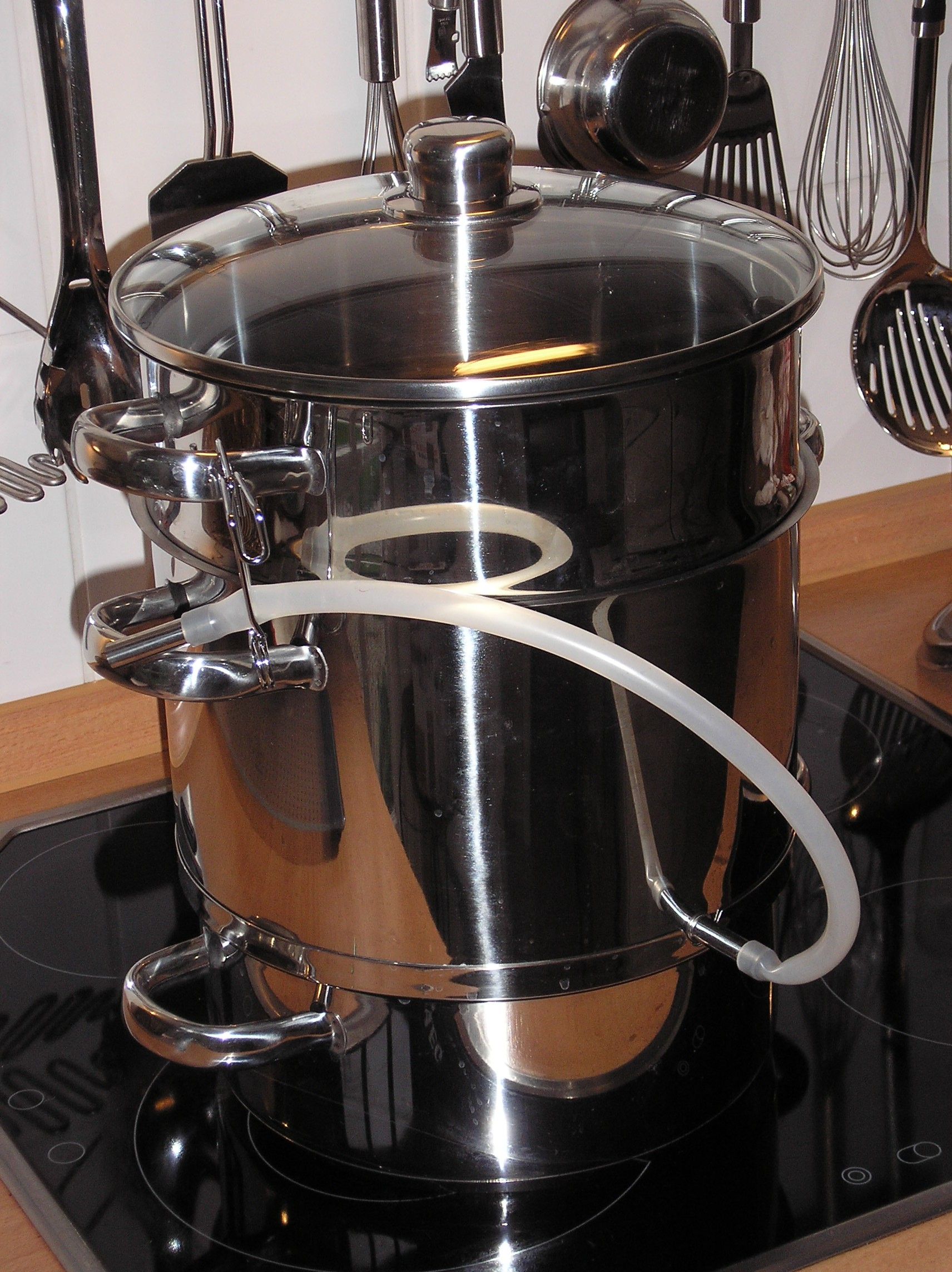
Sokownik ze stali nierdzewnej

Sokownik – urządzenie służące do wytwarzania soków z owoców lub warzyw poprzez poddawanie owoców działaniu gorącej pary wodnej. Sokownik może służyć również do gotowania na parze np. ziemniaków, a pozostałości owoców po uzyskaniu soku mogą zostać wykorzystane do przyrządzenia dżemu. Sokownik składa się z trzech naczyń, nakładanych jedno na drugie, od dołu są to: pojemnik na wodę, zbiornik na sok, pojemnik na owoce oraz pokrywki. Podgrzana woda paruje, poprzez pionową rurkę przechodzi do jego wnętrza, a poprzez otwory w dnie naczynia na owoce dostaje się do niego i ogrzewa owoce. Pod wpływem gorącej pary z owoców wydziela się sok, który spływa do środkowego naczynia. Naczynie na sok ma często rurkę do odprowadzenia soku.

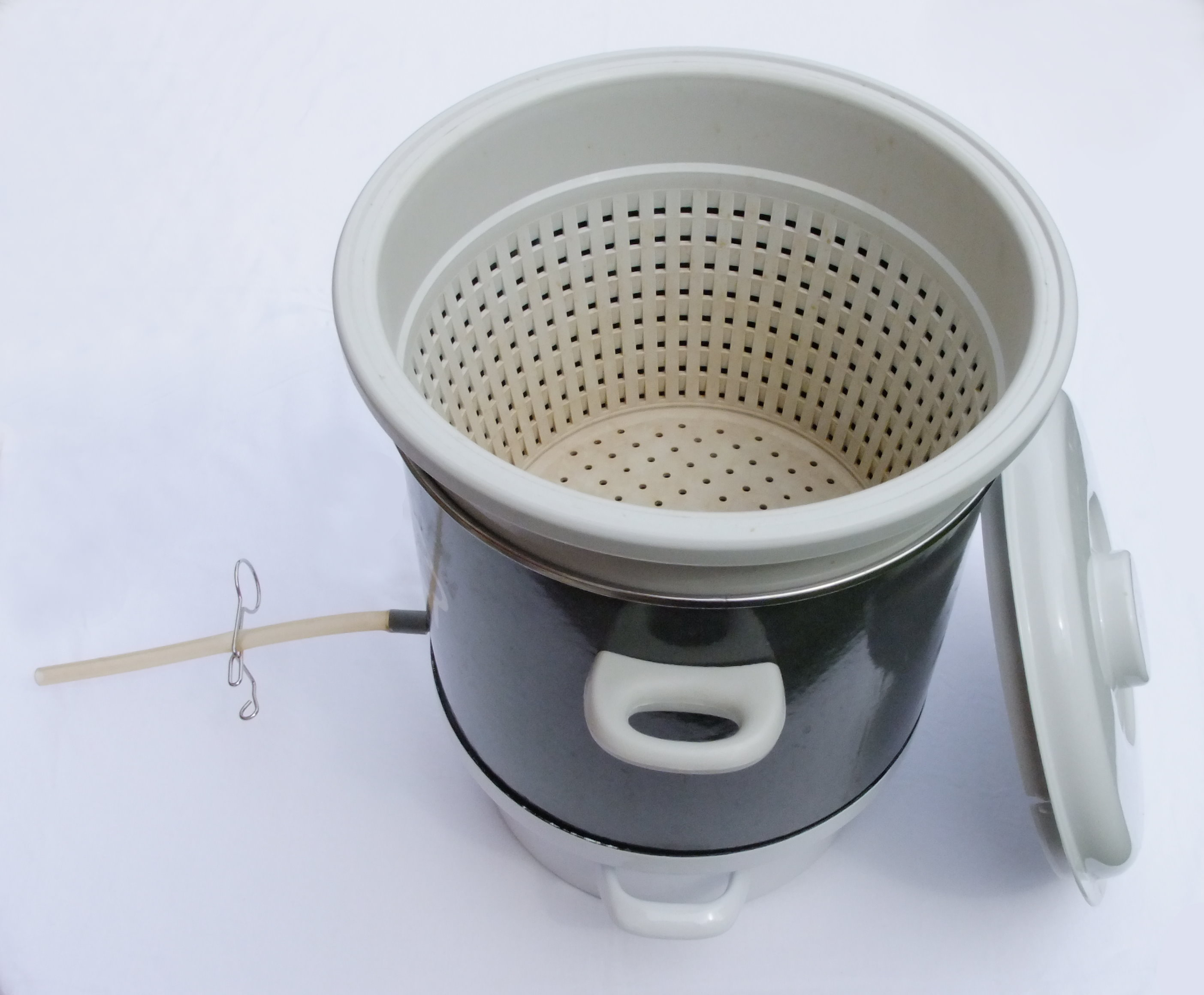
Wnętrze pojemnika na owoce